# Seleção Martinicana de Handebol Masculino
A Seleção Martinicana de Handebol Masculino representa a Martinica nas competições internacionais de handebol organizadas pela Confederação da América do Norte e do Caribe de Handebol (NACHC), e pela Federação Internacional de Handebol (IHF), e é governada pela Ligue de Handball de Martinique.

## Histórico
A federação de handebol do departamento ultramarino francês é membro da IHF desde 2011 e da SCAHC desde 2019. A equipe ainda não se classificou para um torneio importante.
Sua única participação em uma competição internacional de handebol foi na República Dominicana, em 2019, no Campeonato das Nações Emergentes da América do Norte e Caribe da IHF, uma competição organizada pela IHF entre países em desenvolvimento de handebol na América do Norte e Caribe. Na fase de grupos, a equipe derrotou Trinidad e Tobago por 55–9, e o México por 27–26. Nas quartas de final perdeu para Cuba por 16–32. Na fase de definição do 5º ao 8º colocados, eles venceram o Haiti por 48-17 e perderam na disputa pelo 5º lugar para o México 26-27.

## Competições

### Campeonato das Nações Emergentes da América do Norte e Caribe da IHF
| Ano   | Fase                | Posição | JG | V | E | D | GF  | GS  | DF  |
| ----- | ------------------- | ------- | -- | - | - | - | --- | --- | --- |
| 2019  | Disputa do 5º lugar | 6º      | 5  | 3 | 0 | 2 | 172 | 111 | +61 |
| Total | 1/1                 | -       | 5  | 3 | 0 | 2 | 172 | 111 | +61 |